# BMW・K1200
K1200はBMWが1996年から2008年まで製造した長距離ツアラーである。2005年まで製造されたモデルは「空飛ぶ煉瓦」という異名をとる縦長エンジン（Längsmotor ）を装備したBMW4気筒の最終進化形である。
実装重量はおよそ300kgにもなる。

## モデル一覧

### 初期型
- K1200RS前期型（1997-2001年）全長2250mm、全高1160mm、ハンドル幅700mm、ホイールベース1555mm、グランドクリアランス125mm、総重量285kg、許容重量500kg、積載重量215kg
- K1200LT初期型（1999-2000年）全長2508mm、全高EU1395mm/US1475mm、ハンドル幅826mm、ホイールベース1632mm、グランドクリアランス104.5mm、総重量378.5kg、許容重量600kg、積載重量221.5kg

### 中期型
2001年式から改造が加えられた。前部カウルが変更され、ライディングポジションはフットペダルが下がり、ハンドルが高くなり、よりツアラー志向になった。さらにABS2は動作選択が可能なパーシャルインテグラルABSに置き換えられた。
- K1200RS後期型（2001年-2004年）全長2250mm、全高1248mm、ハンドル幅680mm、ホイールベース1555mm、グランドクリアランス125mm、総重量285kg、許容重量500kg、積載重量215kg
- K1200GT前期型（2002年末-2005年、日本発売は2003年3月） - K1200RS後期型とほぼ同構造の後継車種。全長2250mm、全高1248mm、ハンドル幅680mm、ホイールベース1555mm、グランドクリアランス125mm、総重量285kg、許容重量500kg、積載重量215kg
- K1200LT中期型（2001年-2007年）

### 後期型
一般的な横置き4気筒エンジンを前傾して搭載している。名前こそ同じK1200だが、エンジン、車体とも全く別のものとされた。エンジン配置変更で十分にインテークの長さを確保できるようになり出力はK1200RSの116PSからK1200Sでは167psに増加した。後に排気量を拡大したK1300シリーズが開発された。
- （2004年-2008年）
- K1200R（2005年-2008年）
- K1200Rスポーツ（2006年-2008年）
- K1200GT後期型（2006年-2008年）